# Beretta AR-70
AR-70/223 — итальянский автомат, разработанный фирмой Beretta в 1972 году под патрон 5,56×45 мм M193. AR-70/90 — модернизация AR-70/223 под патрон 5,56×45 мм SS109.

## История
В 1968 году итальянская компания Beretta начала разработку автомата под патрон 5,56×45 мм. Новое оружие должно было частично заменить в войсках Италии автоматические винтовки Beretta BM59. Первые образцы AR-70/.223 были изготовлены в конце 1969 года.
Оружие было разработано с учётом конструкции и опыта эксплуатации американской автоматической винтовки М16, однако с целью снижения себестоимости и повышения технологичности ствольная коробка AR-70/.223 изготавливалась штамповкой из стального листа толщиной 1,25 мм.
По неизвестным сейчас причинам итальянцы не стали копировать магазин у М16, а создали свой, более похожий на магазин немецкой штурмовой винтовки StG 44 или испанской CETME.
В начале 1980-х годов был объявлен конкурс на новый автомат, который заменил бы в вооружённых силах BM59 и AR-70/223. Свои образцы представили компании Franchi, SOCIMI и, в 1985 году, Beretta, чей прототип являлся модернизированным вариантом Beretta AR-70/223. В 1990 году автомат AR-70/90 был принят на вооружение Италии, после чего начались его поставки на экспорт.
В 2009 году на вооружение стал поступать новый автомат ARX-160, постепенно заменяющий AR-70/90.

## Описание

### AR-70/223
Работа автоматики AR-70/223 основана на отводе пороховых газов из канала ствола. В целом конструкция куркового УСМ и газового двигателя аналогична автомату Калашникова, а «переламывающаяся» ствольная коробка — FN FAL и M16. Газовый поршень имеет длинный рабочий ход. Запирание ствола осуществляется поворотом затвора на два боевых упора. На газовой камере имеется двухпозиционный газовый регулятор, позволяющий переключаться между режимами стрельбы в обычных и тяжёлых условиях, а также газовый отсекатель, связанный с прицелом для винтовочных гранат и перекрывающий тракт при поднятии прицела в рабочее положение. Рычажок предохранителя-переводчика режимов стрельбы расположен на левой стороне ствольной коробки и позволяет вести огонь одиночными выстрелами и непрерывными очередями. Штампованная ствольная коробка выполнена из двух половин, соединяющихся двумя поперечными штифтами. Приклад и фурнитура выполнены из пластмассы.
Прицельное приспособление состоит из расположенной на газовой каморе мушки и диоптрического целика, имеющего 2 перекидных щитка, соответствующих дистанциям стрельбы 250 и 400 метров. Принадлежность для чистки расположена в пистолетной рукоятке. Автомат может использовать штык-нож и складную сошку.

### AR-70/90
Для повышения надёжности в AR-70/90 направляющие затвора стали привариваться внутри ствольной коробки, которая в свою очередь получила трапецеидальную форму вместо прямоугольной. Принцип крепления ствола к ствольной коробке также изменён: вместо резьбового соединения ствол крепится к отверстию в ствольной коробке плоской поверхностью казённой части с помощью муфты и буртика. Газоотводный автомат, газовый регулятор и поворотный затвор аналогичны таковым у AR-70/223. Флажок предохранителя-переводчика расположен по обеим сторонам ствольной коробки и допускает ведение огня одиночными выстрелами и очередями (непрерывными и с отсечкой по 3 выстрела). При использовании оружия в толстых перчатках стрелок может откинуть спусковую скобу. Гнездо магазина соответствует стандарту STANAG 4179, поэтому AR-70/90 в отличие от AR-70/223 может использовать магазины для M16. На верхней части ствольной коробки крепится рукоятка для переноски, снабжённая прицельным устройством со светящейся меткой, предназначенным для стрельбы в условиях низкой освещённости. Вместо рукоятки может устанавливаться планка Пикатинни. Прицел — двухпозиционный диоптрический, с прицельной линией длиной 555 мм.

## Модификации

### Список модификаций
- AR-70/223 — первая модель с постоянным пластмассовым прикладом[1].
  - SC-70/223 — вариант со складным металлическим прикладом[1].
  - SCS-70/223 — укороченный вариант со складным прикладом.
- AR-70/90 — базовый вариант обновлённого семейства. В отличие от предшественника использует патроны SS109, а не M193. Фиксированный приклад, а также фурнитура выполнены из пластика.
  - SC-70/90 — вариант AR-70/90 со складывающимся вправо металлическим прикладом. Предназначен для десантных войск, а также специальных подразделений.
  - SCS-70/90 — вариант с укороченным стволом и складным прикладом. Предназначен для использования в качестве персонального оружия самообороны военнослужащих «второй линии», то есть тем, кому не полагается «полноразмерное» оружие (например, экипажи бронетехники). Не имеет крепления для штыка, а стрельба гранатами со ствола возможна только при использовании специального адаптера.
  - AS-70/90 — лёгкий ручной пулемёт.
  - 70/90 Sport — самозарядный вариант для гражданского рынка.

### Характеристики модификаций
|                               | AR-70/223                                                      | AR-70/90, SC-70/90                                             | SCP-70/90                                                      |
| Калибр                        | 5,56 × 45 мм M193                                              | 5,56 × 45 мм NATO (SS109/M855)                                 | 5,56 × 45 мм NATO (SS109/M855)                                 |
| Длина                         | 995 мм                                                         | 988 мм 756 мм SC-70/90 со сложенным прикладом                  | 908 мм 663 мм со сложенным прикладом                           |
| Длина ствола                  | 450 мм                                                         | 450 мм                                                         | 360 мм                                                         |
| Вес пустого                   | 3,43 кг                                                        | 4,07 кг                                                        | 3,8 кг                                                         |
| Тип питания                   | Магазин на 30 патронов                                         | Магазин на 30 патронов                                         | Магазин на 30 патронов                                         |
| Скорострельность              | 680 выстрелов в минуту                                         | 680 выстрелов в минуту                                         | 680 выстрелов в минуту                                         |
| Предельная дальность стрельбы | 400 м                                                          | 400 м                                                          | 350 м                                                          |
| Положения предохранителя      | 3: «на предохранителе», «одиночный огонь», «непрерывный огонь» | 3: «на предохранителе», «одиночный огонь», «непрерывный огонь» | 3: «на предохранителе», «одиночный огонь», «непрерывный огонь» |

## Страны-эксплуатанты
- Италия: Автоматы Beretta AR-70/223 стали поступать на вооружение сил специальных операций в 1972 году. AR-70/90 остаются на вооружении сухопутных войск находилось 105000 AR70 и 15000 SCP70; кроме того, ими были вооружены части ВМФ, ВВС, карабинеров, финансовой гвардии и полиции.[3] Предполагается их замена на ARX-160.
- Албания - в октябре 2017 года Албания получила по программе военной помощи из Италии 5000 автоматов Berreta AR70/90[4]
- Буркина-Фасо: полиция[5]
- Египет: полиция[6]
- Гондурас: в 2006 году получено 1000 шт.[7] Применяется в местной полиции.[8]
- Зимбабве[5]
- Индия: Национальная гвардия безопасности (N.S.G.)
- Индонезия: части спецназа флота[9]
- Иордания[3][5] – С 1980-х SC70/223 состоял на вооружении частей специального назначения[10]
- Лесото[5]
- Ливия
- Мексика[11]
- Малайзия[3][12]
- Марокко[5]
- Нигерия[5]
- Парагвай[5]
- Сирия: Сирийская национальная коалиция
- США — 13 сентября 1994 года импорт Beretta AR-70 в качестве гражданского оружия был запрещён[13],